# Карьямаа (микрорайон)
Ка́рьямаа (эст. Karjamaa — «Пастбищный») — микрорайон в районе Пыхья-Таллинн города Таллина, столицы Эстонии.

## География

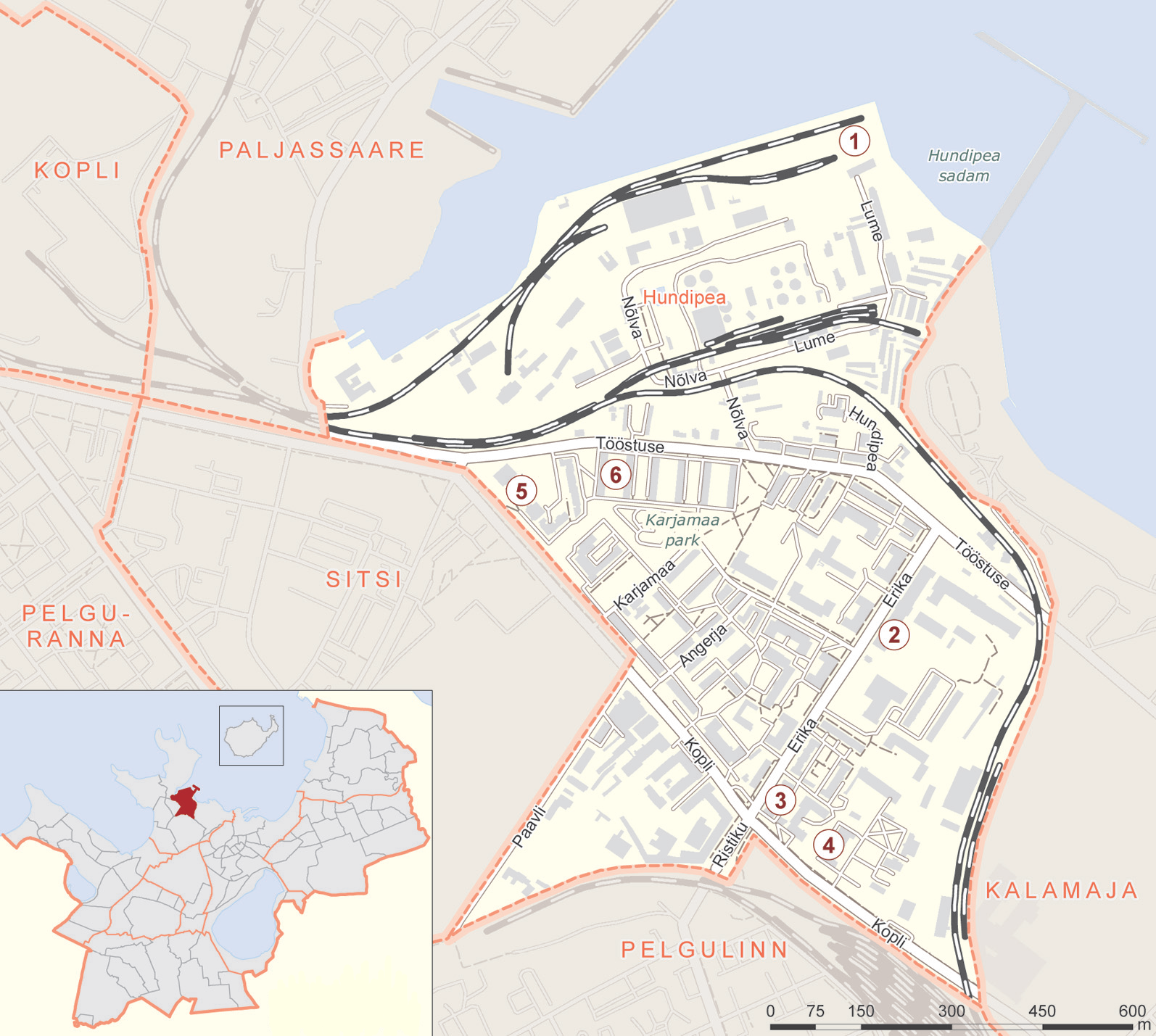
Карта микрорайона Карьямаа

Расположен в северной части Таллина. На юге граничит с микрорайоном Пелгулинн, на востоке с Каламая, на западе с Ситси и на севере — с заливом Пальясааре. Площадь — 0,97 км². Плотность населения на 1 января 2023 года —  5002,1 чел/км². На территории микрорайона расположен порт Хундипеа.

## Улицы
В микрорайоне Карьямаа проходят улицы Ангерья, Карьямаа, Копли, Луме, Мийнисадама, Нылва, Паавли, Пальяссааре, Ристику, Тёэстузе, Хундипеа и Эрика.

## Население
| Численность населения микрорайона Карьямаа на 1 января по данным Регистра народонаселения | Численность населения микрорайона Карьямаа на 1 января по данным Регистра народонаселения | Численность населения микрорайона Карьямаа на 1 января по данным Регистра народонаселения | Численность населения микрорайона Карьямаа на 1 января по данным Регистра народонаселения | Численность населения микрорайона Карьямаа на 1 января по данным Регистра народонаселения | Численность населения микрорайона Карьямаа на 1 января по данным Регистра народонаселения | Численность населения микрорайона Карьямаа на 1 января по данным Регистра народонаселения | Численность населения микрорайона Карьямаа на 1 января по данным Регистра народонаселения |
| 2008                                                                                      | 2010                                                                                      | 2011                                                                                      | 2012                                                                                      | 2013                                                                                      | 2014                                                                                      | 2015                                                                                      | 2016                                                                                      |
| ----------------------------------------------------------------------------------------- | ----------------------------------------------------------------------------------------- | ----------------------------------------------------------------------------------------- | ----------------------------------------------------------------------------------------- | ----------------------------------------------------------------------------------------- | ----------------------------------------------------------------------------------------- | ----------------------------------------------------------------------------------------- | ----------------------------------------------------------------------------------------- |
| 5010                                                                                      | ↗5249                                                                                     | ↗5252                                                                                     | ↘5188                                                                                     | ↗5214                                                                                     | ↗5314                                                                                     | ↘5212                                                                                     | ↘5208                                                                                     |
| 2017                                                                                      | 2018                                                                                      | 2019                                                                                      | 2020                                                                                      | 2021                                                                                      | 2022                                                                                      | 2023                                                                                      |                                                                                           |
| ↗5240                                                                                     | ↗5247                                                                                     | ↘5030                                                                                     | ↘4949                                                                                     | ↘4929                                                                                     | ↘4783                                                                                     | ↗4852                                                                                     |                                                                                           |

## История
Район получил свое название в 1991 году по расположенным здесь улицам (Суур-Карьямаа, с 1939 года — часть улицы Тёэстузе) и Вяйке-Карьямаа (с 1939 года — часть улицы Карьямаа). Улицы были построены около 1900 года путем деления городского пастбища — так называемого болота Каламая.

## Застройка
На улице Ангерья можно встретить старинные дома прошлого века. В Карьямаа много частных малоэтажных домов, есть несколько высотных. Здесь же находится одно из производственных зданий мебельного завода «Стандард», построенное в 1976 году.

## Учреждения
- Kopli tn 76 — Таллинская контора Департамента окружающей среды[10];
- Karjamaa tn 1 — Карьямааская основная школа[11];
- Karjamaa tn 18 — частная школа Loova Tuleviku Kool[12].

## Предприятия торговли
- Erika tn 14 — торговый центр «Арсенал» (Arsenal Keskus)[13];
  - магазин «Arsenali Selver» торговой сети «Selver»;
- Tööstuse tn 103 — супермаркет «Tööstuse Rimi super» торговой сети «Rimi»[14].

## Общественный транспорт
В Карьямаа курсируют городские автобусы маршрутов № 3, 59 и 73 и трамваи маршрутов № 1 и 2.

## Галерея

Микрорайон Карьямаа
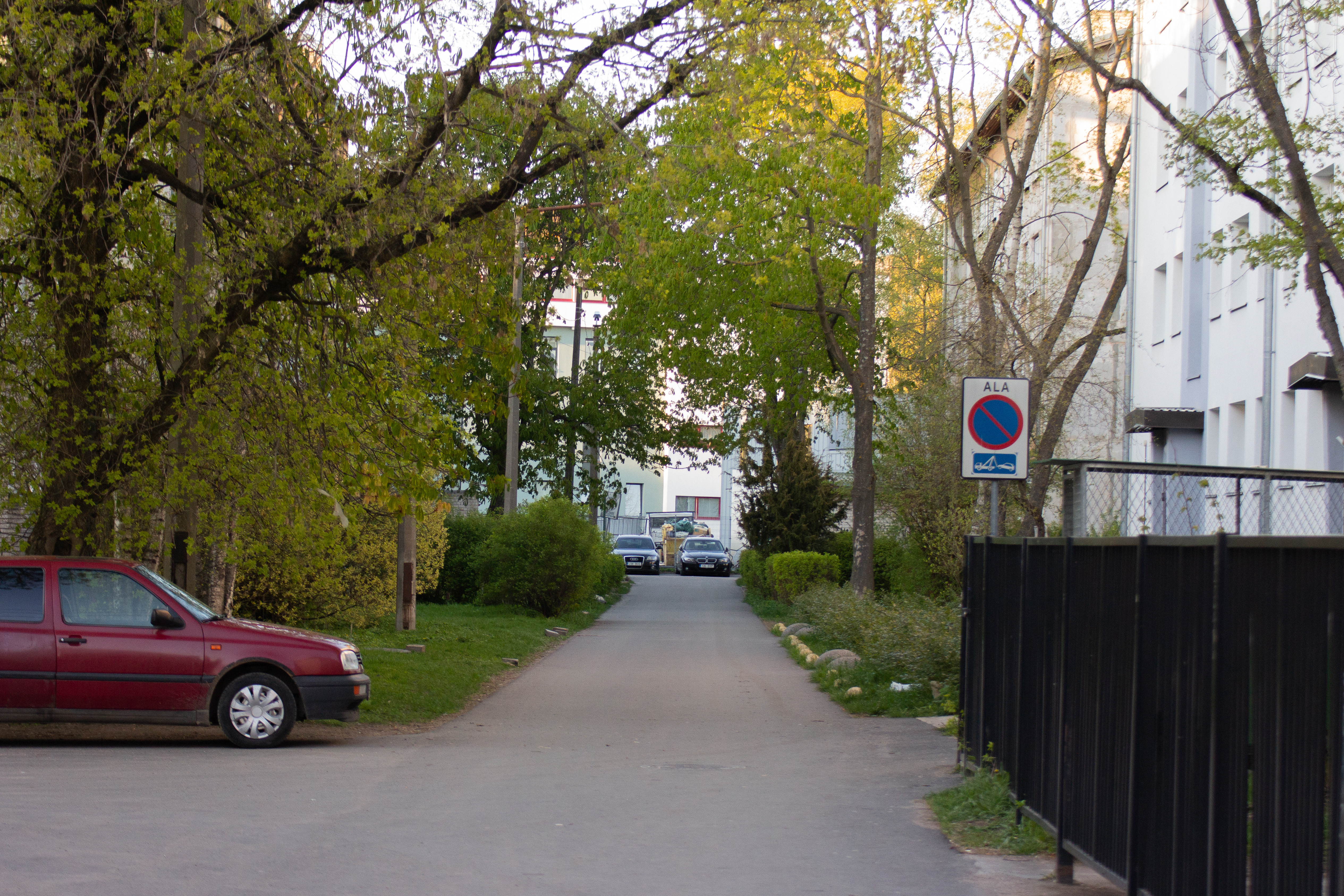
Улица Ангерья
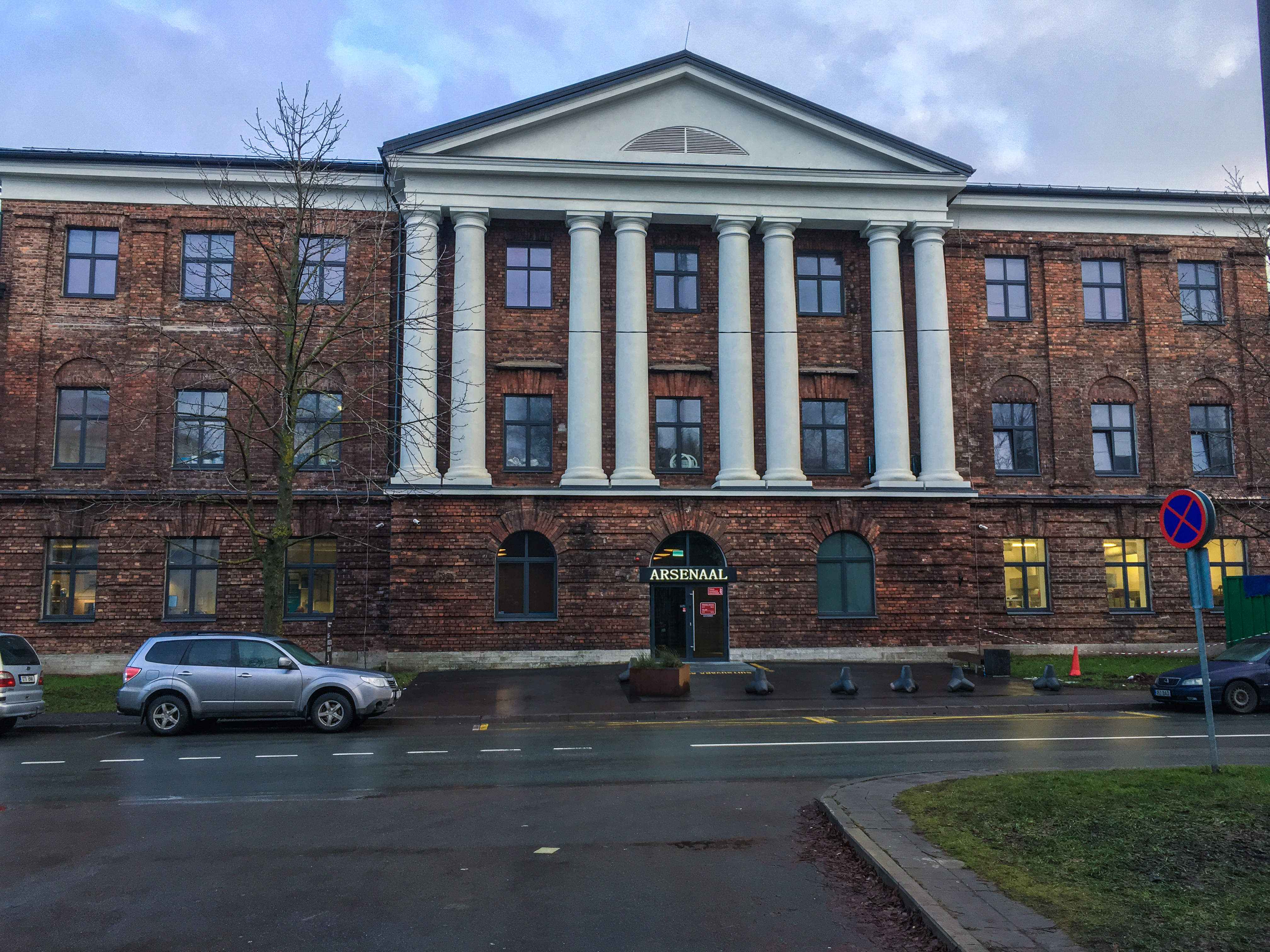
Улица Эрика
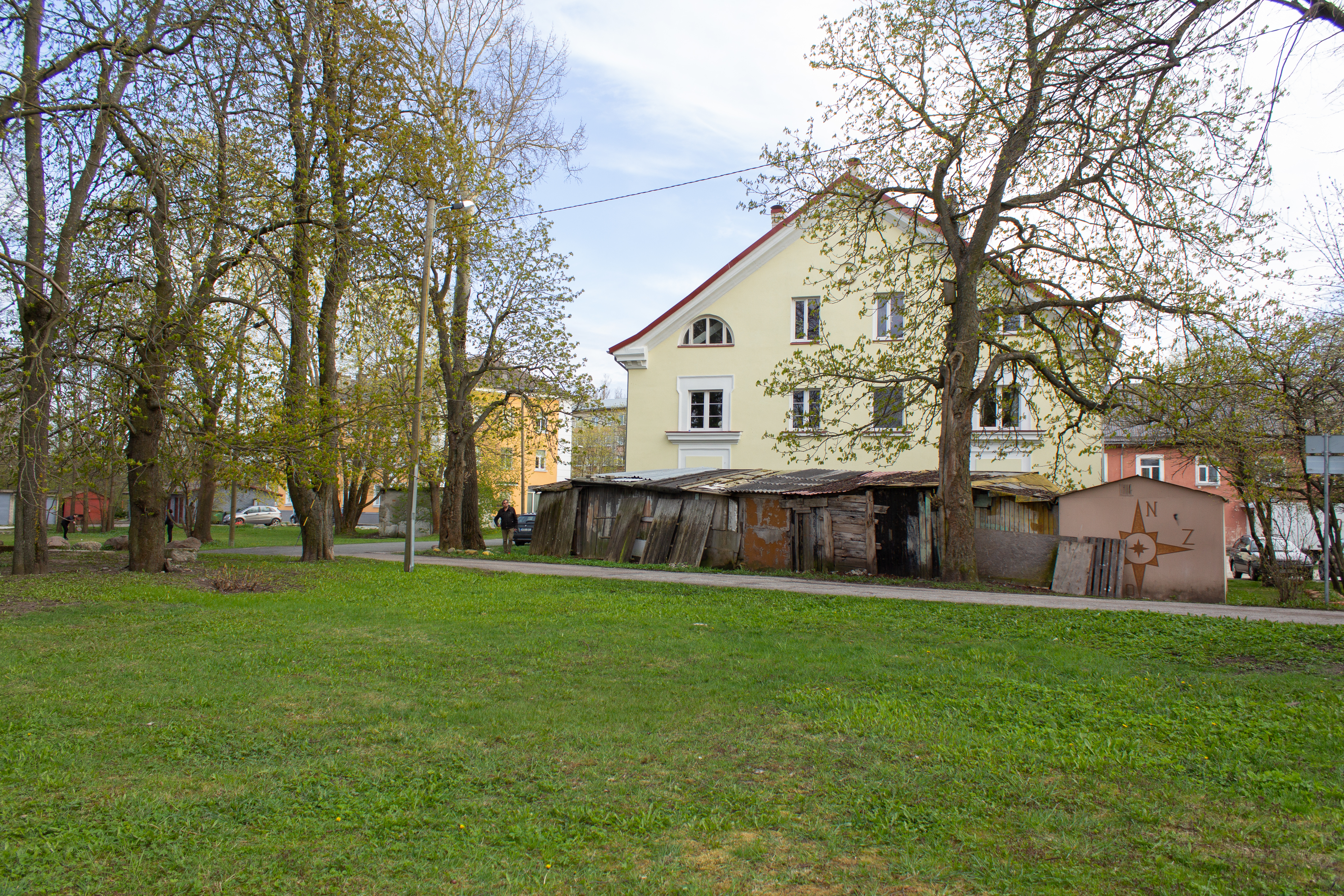
Улица Хундипеа
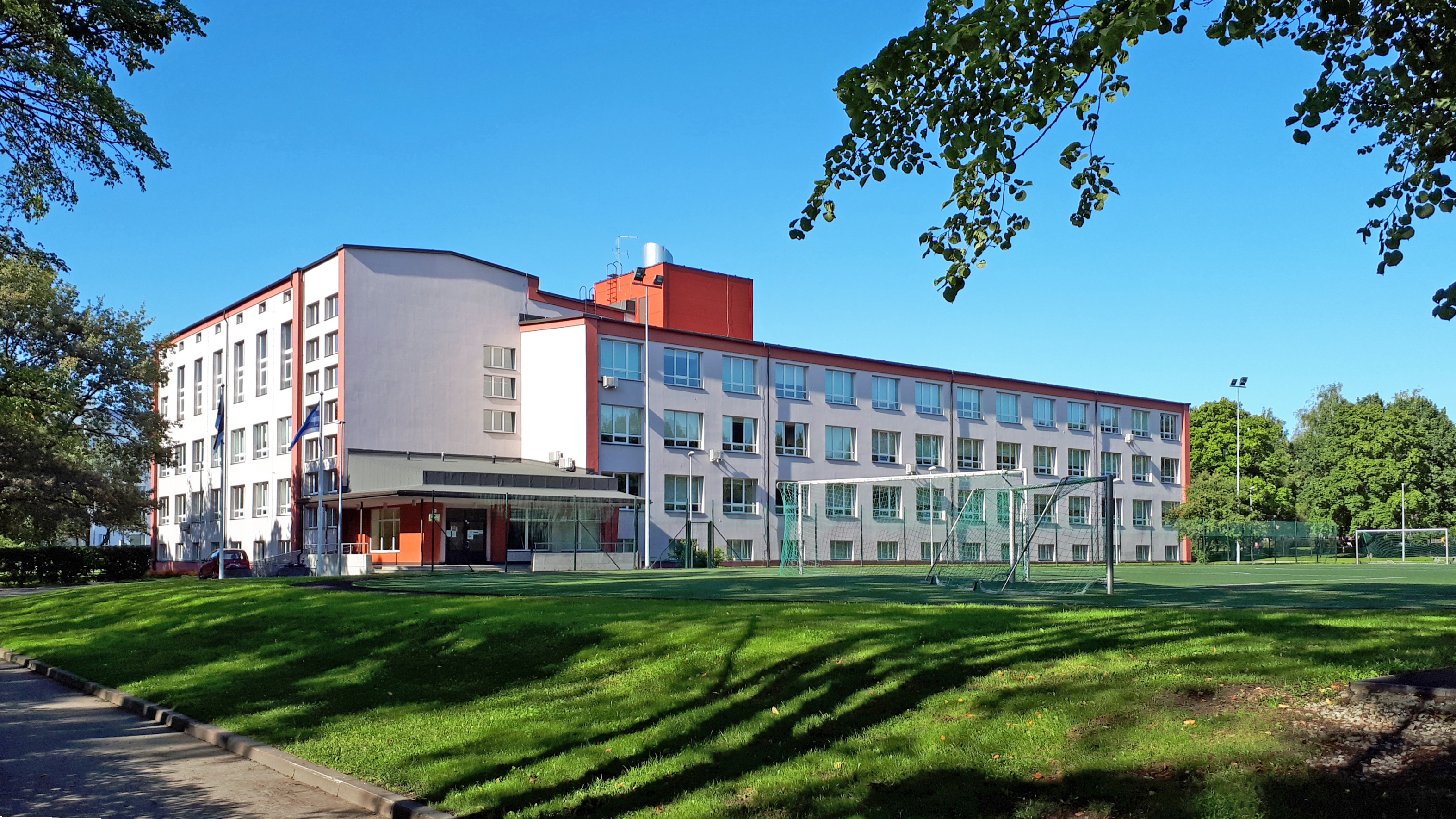
Карьамааская основная школа
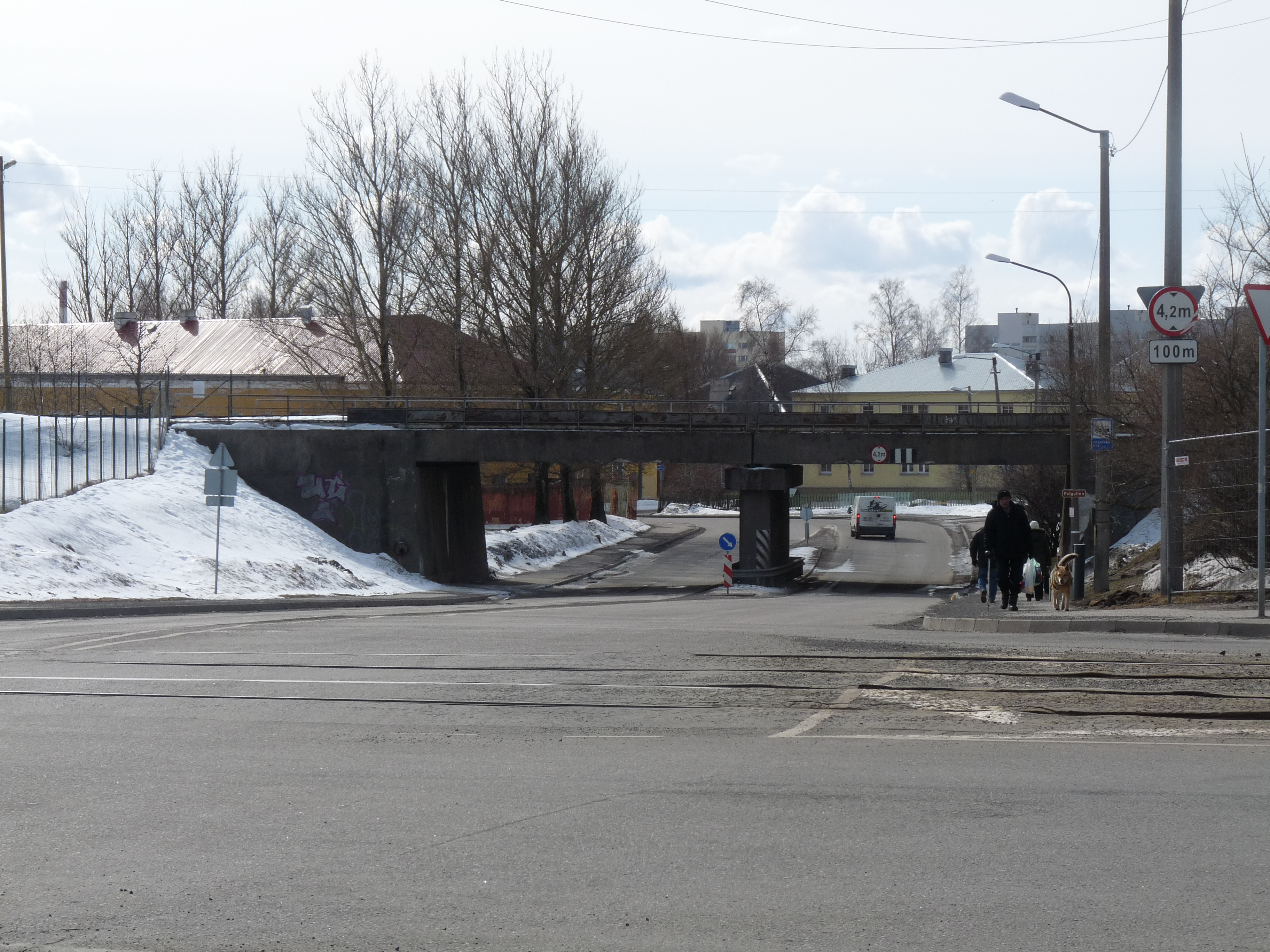
Мост Ристику